# Corby
Corby város Közép-Angliában, Northamptonshire megye északi régiójában.. Déli szomszédja Kettering, észak felé Leichester és Peterborough. Jellemzően iparváros, mert több nagy iparterület határolja. Lakossága kb. 50.000 fő és jelentős magyar kolónia él és dolgozik a városban.